# یادبود ملی میستی فیوردز

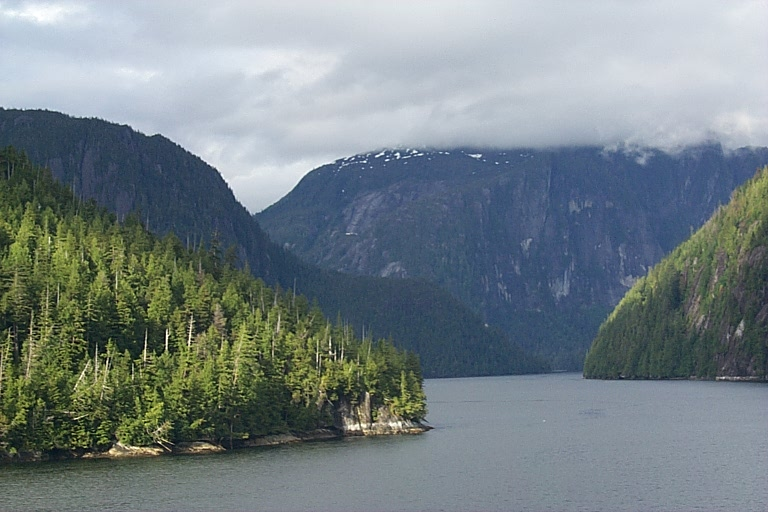

یادبود ملی میستی فیوردز (به انگلیسی: Misty Fjords National Monument) یک پارک ملی در ایالت آلاسکا در آمریکا است. این پارک ملی ۹۲۴۶ کیلومتر مربع مساحت دارد.